# Ložec
Ložec je naselje u slovenskoj Općini Osilnici. Ložec se nalazi u pokrajini Dolenjskoj i statističkoj regiji Jugoistočnoj Sloveniji. 

## Stanovništvo
Prema popisu stanovništva iz 2002. godine naselje je imalo 15 stanovnika.